# Viktor Norrman
Carl Gabriel Viktor Norrman, född den 19 november 1834 i Söderköping, död den 28 augusti 1908 i Stockholm, var en svensk militär.
Norrman blev student vid Uppsala universitet 1853. Han blev underlöjtnant vid Ingenjörkåren 1856, löjtnant där 1862 och kapten 1868. Han var fortifikationsbefälhavare på Vaxholms fästning 1867–1869, lärare vid Sjökrigsskolan 1872–1881 och fortifikationsbefälhavare på Karlsborgs fästning 1881–1891. Norrman befordrades till major i Fortifikationen 1881, vid Fortifikationen 1882, och överstelöjtnant i armén 1889, vid Fortifikationen 1890. Han blev överste och chef för Fortifikationsstabens huvudstation 1891. Norrman blev överste i Fortifikationens reserv 1897, i armén 1899. Han var direktör för Göta kanalbolags västgötalinje från 1885. Norrman var verkställande direktör i Stockholm-Rimbo Järnvägsaktiebolag 1895–1897. Han invaldes som ledamot av Krigsvetenskapsakademiens andra klass 1882. Norrman blev riddare av Svärdsorden 1877 och kommendör av andra klassen av samma orden 1894.